# Bernard Edmunds
Bernard Claiborne Edmunds (ur. 9 listopada 1868 w Danville, zm. 27 lipca 1930 w Saint Louis) – amerykański golfista, olimpijczyk z Saint Louis.
Edmunds startował jedynie na Igrzyskach Olimpijskich w Saint Louis w 1904 roku. Podczas tych igrzysk reprezentował swój kraj w zawodach indywidualnych mężczyzn. W pierwszej części eliminacji uzyskał 100 punktów, a w drugiej zdobył 99 punktów, a łącznie zgromadził ich 199. Wynik ten dał mu 52. miejsce eliminacji, lecz do następnej fazy eliminacji awansowało jedynie 32 golfistów, a tym samym Edmunds odpadł z rywalizacji, kończąc udział w igrzyskach na eliminacjach.